# Lista de membros da Royal Society eleitos em 1701
Esta é uma lista de Membros da Royal Society eleitos em 1701.

## Fellows
- Cyril Arthington (ca. 1666 - 1720)
- James Drake (1667 - 1707)
- Christian Leyoncrona (ca. 1662 - 1710)
- Owen Lloyd (ca. 1674 - 1738)
- John Perceval (1683 - 1748)
- John Shadwell (1671 - 1747)